# Susanne Hennig-Wellsow
Susanne Hennig-Wellsow (Demmin, 13 ottobre 1977) è una politica tedesca.

## Biografia
Il padre di Susanne Hennig ha lavorato come camionista nella DDR, è poi diventato ispettore capo della polizia popolare e, dopo la riunificazione tedesca nel 1990, è stato assunto dalla polizia della Turingia. La famiglia si era trasferita a Erfurt prima della caduta del muro nel 1989. Sua madre ha lavorato come cancelliere nella RDT e dalla metà degli anni '90 ha lavorato presso il Ministero dell'Interno della Turingia. 
Dal 1984 al 1999, Hennig è stata una pattinatrice di velocità competitiva. Ha completato la sua maturità nel 1996 presso l'Erfurt Sportgymnasium e nello stesso anno ha iniziato a studiare scienze dell'educazione presso l'Università di Erfurt, che ha completato nel 2001 con un diploma in educazione. Ha poi lavorato per il gruppo parlamentare PDS nel parlamento statale della Turingia dal 2001 al 2004 come assistente di ricerca per l'istruzione e i media. Dal 2001 al 2012 ha lavorato come allenatrice sportiva nel dipartimento di pattinaggio di velocità dell'ESC Erfurt. 
Dal 2004 è stata membro del parlamento della Turingia e dal dicembre 2014 leader del gruppo parlamentare del suo partito.
Il 27 febbraio 2021 è stata eletta insieme a Janine Wissler copresidente del partito Die Linke.
Il 20 aprile 2022 si è dimessa da leader del partito di sinistra. Ha fornito tre ragioni per le sue dimissioni: privatamente ha bisogno di più tempo per suo figlio, il necessario rinnovamento del partito (ad esempio dopo le sconfitte nelle elezioni del parlamento statale della Saarland alla fine di marzo 2022) che ha bisogno di volti nuovi e lo scandalo del sessismo nell'associazione statale dell'Assia del partito ha rivelato palesi deficit nel partito.

## Vita privata
Hennig-Wellsow è sposata, ha un figlio (nato nel 2014) e vive a Erfurt e Potsdam.